# Марджъуюн
Марджъуюн (Марджаюн, араб. مرجعيون‎) — южноливанский город с населением около 3 тысяч человек. Административный центр одноимённого себе района в мухафазе Эн-Набатия. Бывшая столица «зоны безопасности» на юге Ливана, которую до мая 2000 года контролировали Армия Южного Ливана и Армия обороны Израиля.